# Joliette
Joliette is een stad (ville) in de Canadese provincie Québec en telt 22.098 inwoners (2023).
De stad ligt aan de Assomption, een zijrivier van de Saint Lawrence. Deze rivier ligt ook aan de oorsprong van de plaats. Barthélemy Joliette stichtte de plaats in 1823 onder de naam Industrie om gebruik te maken van de waterkracht van de rivier. De plaats kreeg in 1864 haar huidige naam.
De stad is de zetel van het rooms-katholieke bisdom Joliette.

## Cultuur
De stad heeft een kunstmuseum, het Musée d'art de Joliette. 
Het Festival de Lanaudière, een muziekfestival voor klassieke muziek, maakt gebruik van het Amphithéâtre Fernand-Lindsay, een amfitheater met 2000 overdekte zitplaatsen en 4000 plaatsen in openlucht.

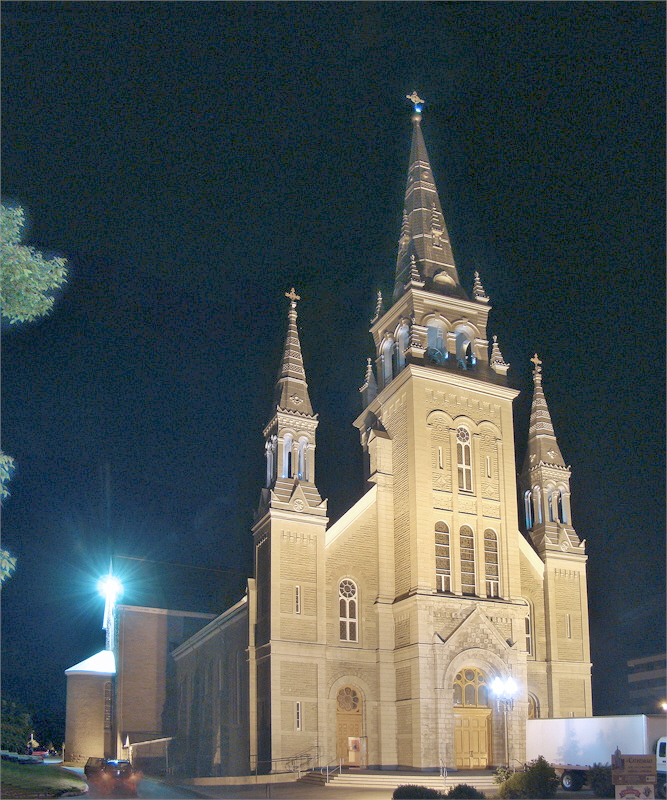
Kathedraal Saint-Charles-Borromée